# حمید سعادت

حمید سعادت (زادهٔ ۱۳۳‍۱ در رفسنجان) نمایندهٔ حوزهٔ انتخابیهٔ نجف‌آباد، تیران و کرون در دورهٔ هفتم مجلس شورای اسلامی بوده‌است. وی پیش‌تر در دورهٔ هشتم نیز عضو این مجلس بود.